# Alain Ravera
Pour les articles homonymes, voir Ravera.
Alain Ravera, né le 25 février 1965 à Nice, est un entraîneur français de football et ancien joueur professionnel au poste de latéral gauche. Il est entraîneur adjoint de l’équipe nationale de Guinée.

## Biographie
Né le 25 février 1965 à Nice, il fait ses débuts au football à l’âge de 6 ans, dans le club amateur de l’US Pégomas, puis signe quatre ans plus tard sa première licence à l’AS Cannes.
Parallèlement à des études universitaires, qu’il poursuivra jusqu’à l’obtention d’une licence STAPS à l’Université de Nice, il commence sa carrière professionnelle en 1984, à l’âge de 19 ans, l’AS Cannes évoluant alors en Ligue 2. Il restera fidèle au club azuréen pendant vingt ans, avec une courte parenthèse de huit mois au Stade Vallauris.
Évoluant aux côtés de Zinédine Zidane, Patrick Vieira, Johan Micoud, Luis Fernandez, Ruud Krol ou encore Bruno Bellone, il connaît deux montées en Division 1 (1987 et 1992), ainsi qu’une qualification en Coupe de l’UEFA. En 1995, il rejoint pour deux saisons les rangs du FC Mulhouse en Ligue 2, puis termine sa carrière de joueur au FC Istres, en National.
Il commence ensuite sa carrière d’entraîneur en décembre 1998, comme adjoint de Guy Lacombe, au Toulouse FC, en Division 1. Un an plus tard, il prend la direction de l’équipe première du FC Istres, alors relégable en National, pour la remonter jusqu’à la troisième place du classement (décembre 1999).
En 2001, Alain Ravera obtient son diplôme d’Entraîneur Professionnel de Football devenant ainsi, à 36 ans, le plus jeune DEPF de France. Il signe dans la foulée un contrat de deux ans au CS Louhans Cuiseaux (National), club qu’il conduira jusqu’en huitièmes de finale de Coupe de France (record du club), battu aux tirs au but par le FC Lorient, futur vainqueur de l’épreuve.
De 2003 à 2005, Alain Ravera dirige l’équipe professionnelle l’ASOA Valence, en Ligue 2 puis en National, pour une remontée historique la saison suivante, malgré de gros problèmes financiers au club.
Professionnel exemplaire, homme de valeurs et de convictions, entraîneur reconnu pour obtenir des résultats probants dans des clubs à budget limité et pour faire éclore des jeunes talents, il étend son champ de compétences au fonctionnement global d’un club (management général, budget, sponsoring, relation avec les médias).
Son profil très complet séduit Noël Le Graët, qui l’appelle en octobre 2005 au chevet de l’En avant de Guingamp, alors relégable. Alain Ravera relève le challenge et maintient le club en Ligue 2.
Alain Ravera prend ensuite la direction du FC Gueugnon (Ligue 2), puis, sollicité par Guy Lacombe, devient à nouveau son adjoint, d’abord au Stade Rennais FC (2007-2009), puis à l’AS Monaco FC (2009-2011).
Outre le record de points du SRFC en Ligue 1 (61, saison 2008-2009) et le parcours européen des Bretons, il disputera deux finales consécutives de Coupe de France, avec Rennes en 2009 et avec Monaco en 2010.
En décembre 2011, il signe au Mans FC, alors avant-dernier de Ligue 2 à la trêve de Noël avec seulement 16 points, en tant qu’entraîneur DEPF et adjoint. L’équipe finit le Championnat avec 45 points et se maintient en Ligue 2. Mais en proie à d’insurmontables problèmes de gestion, le club finira par déposer le bilan en octobre 2013. 
En juillet 2017 il signe un contrat de 2 ans à L'ASSE ou il intègre le staff mis en place par Oscar Garcia, le nouvel entraîneur des verts depuis le départ de Christophe Galtier. Au départ d'Oscar Garcia le 15 novembre de la même année, il devient l'adjoint de Julien Sablé, promu entraîneur de l'équipe première, et le seul titulaire du DEPF, le diplôme permettant d'entraîner officiellement un club professionnel.
Aujourd'hui de retour à nouveau au Mans FC, il est chargé de la direction technique du club.